# Gibraltar na Mistrzostwach Świata w Lekkoatletyce 2009
Gibraltar na Mistrzostwach Świata w Lekkoatletyce 2009, reprezentowany był przez 1 zawodnika - Dominica Carrolla. Nie zdobył on żadnego medalu na tych mistrzostwach.

## Rezultaty reprezentacji Gibraltaru

### Mężczyźni
| Konkurencja | Zawodnik        | Kwal.        | Kwal.        | Ćwierćfinał   | Ćwierćfinał   | Półfinał      | Półfinał      | Finał         | Finał         |
| Konkurencja | Zawodnik        | Wynik        | Poz.         | Wynik         | Poz.          | Wynik         | Poz.          | Wynik         | Poz.          |
| ----------- | --------------- | ------------ | ------------ | ------------- | ------------- | ------------- | ------------- | ------------- | ------------- |
| 100 m       | Dominic Carroll | Nie ukończył | Nie ukończył | Nie awansował | Nie awansował | Nie awansował | Nie awansował | Nie awansował | Nie awansował |